# Chae Soo-bin
Chae Soo-bin (채수빈?, Chae Su-binLR, Ch'ae SupinMR), pseudonimo di Bae Soo-bin (배수빈?, Bae Su-binLR, Pae SupinMR; Anyang, 10 luglio 1994), è un'attrice sudcoreana.

## Biografia
Chae fu notata da un direttore del casting per strada e debuttò nel 2014 nel film Na-ui dokjaeja. Poiché il suo nome di nascita era il nome d'arte dell'attore Bae Soo-bin (nato Yoon Tae-wook), le fu dato lo pseudonimo "Chae Soo-bin". Recitò poi nel 2015 nei drama coreani Parangsae-ui jip e Balchikhage gogo, che le fecero vincere il premio Miglior nuova attrice sia agli APAN Star Award, sia ai KBS Drama Award di quell'anno.
Chae diventò nota nel 2016 grazie al ruolo della co-protagonista femminile nel popolare drama storico Gureumi geurin dalbit, grazie al quale ricevette una nomination ai KBS Drama Award. Lo stesso anno partecipò allo spettacolo teatrale Blackbird e alla webserie sino-coreana Jian lai de mao nan.
A gennaio 2017, Chae ottenne il suo primo ruolo da protagonista nel drama storico Yeokjeok - Baekseong-eul humchin dojeok, che fu un modesto successo e fece crescere la sua popolarità. Interpretò la protagonista anche nelle commedie romantiche Choegang baedalkkun e Robos-i ani-ya nel 2017, e nel melodramma del 2018 Yeo-u gaksi byeol.

## Filmografia

### Cinema
- Na-ui dokjaeja (나의 독재자?), regia di Lee Hae-jun (2014)
- Take Out (테이크 아웃?, Tae-ikeu a-utLR) (2014)
- Bamgwa hamkke (밤과 함께?) – cortometraggio (2015)
- Embroidery (엠보이?, Embo-iLR) – cortometraggio (2015)
- Robot, sori (로봇, 소리?), regia di Lee Ho-jae (2016)
- Geudae ireum-eun jangmi (그대 이름은 장미?), regia di Jo Seok-hyun (2019)

### Televisione
- Wonnyeo-ilgi (원녀일기?) – film TV (2014)
- Spy (스파이?, Seupa-iLR) – serie TV (2015)
- Parangsae-ui jip (파랑새의 집?) – serie TV (2015)
- Balchikhage gogo (발칙하게 고고?) – serie TV (2015)
- Gureumi geurin dalbit (구르미 그린 달빛?) – serie TV (2016)
- Jian lai de mao nan (捡来的猫男S, Jiǎn lái de māo nánP) – webserie (2016)
- Shopping-wang Louis (쇼핑왕 루이?, Syoping-wang Ru-iLR) – serie TV (2016)
- Yeokjeok - Baekseong-eul humchin dojeok (역적: 백성을 훔친 도적?) – serie TV (2017)
- Choegang baedalkkun (최강 배달꾼?) – serie TV (2017)
- Uriga gyejeor-iramyeon (우리가 계절이라면?) – film TV (2017)
- Robos-i ani-ya (로봇이 아니야?) – serie TV (2017-2018)
- Yeo-ugaksibyeol (여우각시별?) – serie TV (2018)
- Rookie Cops (너와 나의 경찰수업?, Neo-wa na-ui gyeongchalsu-eopLR) – serie TV (2022)
- The Fabulous (더 패뷸러스) – serie TV (2022)
- When the Phone Rings (지금 거신 전화는?) – serie TV (2024-2025)

## Teatro
- Geu-wa geunyeo-ui mog-yo-il (그와 그녀의 목요일?). Teatro Suhyeonjae a Daehangno, Seul, DCF Daemyung Culture Factory (2014)[16]
- Blackbird. Teatro Suhyeonjae a Daehangno, Seul, DCF Daemyung Culture Factory (2016)[17]

## Discografia

### Colonne sonore
- 2017 – "That's Love" per Yeokjeok - Baekseong-eul humchin dojeok
- 2017 – "Way to You" per Choegang baedalkkun

## Riconoscimenti
| Anno | Premio             | Categoria                                                     | Opera nominata                          | Risultato       |
| ---- | ------------------ | ------------------------------------------------------------- | --------------------------------------- | --------------- |
| 2015 | APAN Star Awards   | Miglior nuova attrice                                         | Parangsae-ui jip                        | Vincitore/trice |
| 2015 | Korea Drama Awards | Miglior nuova attrice                                         | Parangsae-ui jip                        | Candidato/a     |
| 2015 | KBS Drama Awards   | Miglior nuova attrice                                         | Parangsae-ui jip, Balchikhage gogo      | Vincitore/trice |
| 2015 | KBS Drama Awards   | Premio popolarità, attrice                                    | Parangsae-ui jip, Balchikhage gogo      | Candidato/a     |
| 2015 | KBS Drama Awards   | Miglior coppia (con Lee Sang-yeob)                            | Parangsae-ui jip                        | Candidato/a     |
| 2016 | Max Movie Awards   | Premio stella nascente                                        | Robot, sori                             | Vincitore/trice |
| 2016 | KBS Drama Awards   | Premio all'eccellenza, attrice in un drama di media lunghezza | Gureumi geurin dalbit                   | Candidato/a     |
| 2017 | MBC Drama Awards   | Premio all'eccellenza, attrice in un drama del lunedì-martedì | Yeokjeok - Baekseong-eul humchin dojeok | Vincitore/trice |
| 2017 | KBS Drama Awards   | Miglior attrice in un drama di un episodio/speciale/breve     | Uriga gyejeor-iramyeon                  | Candidato/a     |
| 2017 | KBS Drama Awards   | Premio all'eccellenza, attrice in una miniserie               | Choegang baedalkkun                     | Candidato/a     |
| 2017 | KBS Drama Awards   | Premio miglior coppia (con Go Kyung-pyo)                      | Choegang baedalkkun                     | Candidato/a     |
| 2017 | KBS Drama Awards   | Premio degli internauti – Donna                               | Choegang baedalkkun                     | Candidato/a     |